# Lappida armata
Lappida armata är en insektsart som beskrevs av Melichar 1912. Lappida armata ingår i släktet Lappida och familjen Dictyopharidae. Inga underarter finns listade i Catalogue of Life.